# Romāns Vainšteins
Romāns Vainšteins (nascido em 3 de março de 1973) é um ex-ciclista profissional letão. Representou seu país, Letônia, disputando as Olimpíadas de Atlanta 1996 e Atenas 2004. a sua maior vitoria foi vencer Campeonato Mundial de Ciclismo em 2000

## Palmares
1996
- Paris - Évreux

1998
- Grande Prémio Jornal de Notícias - Classificaçao geral + 1 etapa
- GP Industria & Artigianato

1999
- Memorial Cecchi Gori
- etapa Giro d'Italia
- Paris-Bruxelles
- Grosser Preis des Kantons Aargau
- GP Chiasso
- etapa Tirreno-Adriatico

2000
- etapa Tirreno-Adriatico
- venceu Campeonato Mundial de Ciclismo

2001
- etapa Tirreno-Adriatico
- etapa Volta a Catalunya

Equipas
- 2004 Lampre

- 2003 Vini Calderola - So.di
- 2002 Domo - Farm Frites
- 2001 Domo - Farm Frites
- 2000 Vini Caldirola - Sidermec
- 1999 Vini Caldirola - Sidermec
- 1998 Kross - Selle Italia
- 1997 Polti